# Termas romanas de Cartago Nova
Las termas romanas de Carthago Nova (Cartagena, Murcia) datan de inicios del siglo I d. C, y fueron utilizadas hasta el V, incluso VII d. C. Se encuentran a unos 150 metros del foro romano. Estaban prácticamente en una de las calles principales de la ciudad. Las primeras excavaciones se realizaron en 1968 entre la Plaza de los Tres Reyes, la calle Honda y la calle Jara.

## Origen
Las termas romanas empezaron a popularizarse en el siglo I d. C., aunque ya desde el siglo IV a. C. los griegos adoptaron estancias de baños públicos donde podían recibir masajes con aceites o darse baños en piscinas a diferentes temperaturas. 
Las habitaciones más importantes solían ser:
- Palestra. Patio donde se realizaba ejercicio.
- Apodyterium. Lo que sería el vestuario.
- Natatio. Piscina, ubicada generalmente al aire libre.
- Frigidarium. Sala de agua fría.
- Tepidarium. Sala de agua templada.
- Caldarium. Sala de agua caliente.
- Laconicum o sudatio. Sauna.

## Yacimiento
El yacimiento se encuentra en la calle Arco de la Caridad 8, 10 y 12 de Cartagena. Las termas se situarían entre la curia y la sede de los Augustales y su extensión sería de unos 1.200 m².
La cronología podría dividirse en cuatro etapas: la fundación y construcción del edificio (fase I, siglo I d. C.), remodelación de la sala fría, añadiendo mármoles (fase II, siglo II d. C.), y último periodo de uso (fases III y IV).
Tras la retirada de restos más modernos (muralla de Lorenzo Possi, de los siglos XVII-XVIII) se encontraron los restos romanos. La excavación, que comenzó en 1968,  se ha organizado en sectores A y B, y su vez en varios espacios. Las estancias tienen diferentes pavimentos y diferentes remodelaciones de éstos, así como también se ha llegado a la conclusión de que hubo cambios en los edificios porque hay mucho material reutilizado encontrado en las inmediaciones del foro y las termas.
En 1972 el Museo Arqueológico Municipal de Cartagena llevó a cabo nuevas excavaciones, que permitió interpretar mejor los restos encontrados. 
Las habitaciones que se han podido identificar en las termas de Carthago Nova son, de norte a sur:
- El frigidarium, pavimentado con losas de mármol blanco con vetas rojas, y cuya piscina está pavimentada de igual forma.
- El caldarium o tepidarium.
- La suspensura, con columnas de ladrillo y arenisca.

Otras estancias son el praefurnium, al este del caldarium; otra sala, contigua al frigidarium, que pudo ser usada como sudatio o laconicum. 
A mediados del siglo III d. C. pudo haber un incendio que provocara su posterior abandono progresivo. Desde entonces, y hasta el siglo VII fue más bien y lugar de obtención de materiales para su reutilización. 
Antes de la construcción de la muralla del siglo XVII, hubo una ocupación medieval, que se deduce de unas monedas encontradas de entre los años 1258 y 1265.